# موسیقی دل‌انگیز
موسیقی دل‌انگیز (به انگلیسی: Nocturne) یک فیلم فراطبیعی ترسناک آمریکایی محصول سال ۲۰۲۰ به نویسندگی و کارگردانی زو کویرک با بازی سیدنی سوئینی، مدیسون آیسمن، ژاک کلیمون و ایوان شاو است.
این فیلم در ۱۳ اکتبر سال ۲۰۲۰ توسط کمپانی آمازون استودیوز در آمریکا منتشر شد.

## داستان
داستان فیلم در مورد یک پیانیست فوق‌العاده با استعداد به نام جولیت است که برای شکست دادن خواهر موسیقی دان خود با شیطان معامله کرده و…